# Hispano-Suiza Maguari
Der Hispano-Suiza Maguari war ein geplanter Supersportwagen, der in limitierter Stückzahl vom Schweizer Automobilhersteller Hispano Suiza Automobilmanufaktur gebaut werden sollte.

## Geschichte
Vorgestellt wurde der Maguari im März 2019. Im Februar 2022 stellte ein Teil des Herstellers einen Insolvenzantrag. Zwei Prototypen des Fahrzeugs sollten zu diesem Zeitpunkt bereits existieren. Zum 1. März 2022 gab der Hersteller bekannt, dass die Serienproduktion der 300 Fahrzeuge dennoch gestartet sei. Im August 2022 erstattete der Insolvenzverwalter Strafanzeige wegen geschäfts- und kreditschädigenden Verhaltens der Geschäftsführung, betrügerische Krida gegenüber Gläubigern, und möglicherweise auch Betrug. Das Insolvenzverfahren wurde im Dezember 2022 abgeschlossen. Prototypen des Fahrzeugs waren nicht auffindbar.
Der auf dem Genfer Auto-Salon 2010 präsentierte Hispano-Suiza V10 Supercharged ist das Vorserienfahrzeug.
Der Name des Fahrzeugs stammt vom Maguaristorch.

## Antrieb
Den Antrieb sollte ursprünglich ein 5,2-Liter-V10-Mittelmotor mit Biturboaufladung und einer maximalen Leistung von 798 kW (1085 PS) von Lamborghini übernehmen. Zum angeblichen Produktionsstart wurden die Angaben verändert. Das Serienmodell hat nun 5,5 Liter Hubraum und eine maximale Leistung von 883 kW (1200 PS). Auf 100 km/h beschleunigt der Maguari so in unter 2,8 Sekunden, die Höchstgeschwindigkeit ist bei 360 km/h abgeregelt.

## Technische Daten
|                            | Hispano-Suiza Maguari HS1 GTS |
| Motorkenndaten             |                               |
| Motortyp                   | V10-Ottomotor                 |
| Motoraufladung             | Biturbo                       |
| Hubraum                    | 5504 cm³                      |
| max. Leistung bei min−1    | 883 kW (1200 PS) / 8400       |
| max. Drehmoment bei min−1  | 1100 Nm / 6700                |
| Kraftübertragung           |                               |
| Antrieb                    | Hinterradantrieb              |
| Getriebe, serienmäßig      | 7-Stufen-Automatikgetriebe    |
| Messwerte                  |                               |
| Höchstgeschwindigkeit      | 360 km/h (abgeregelt)         |
| Beschleunigung, 0–100 km/h | < 2,8 s                       |
| Leergewicht                | 1890 kg                       |